# L'Escadre volante
Pour plus de détails, voir Fiche technique et Distribution.
L'Escadre volante (The Flying Fleet) est un film américain réalisé par George W. Hill et sorti en 1929.
Il a été réalisé avec la coopération de l'United States Navy qui est citée dans le générique du film, et c'est la première production d'Hollywood qui utilise la Naval Air Station North Island à San Diego.

## Synopsis
Deux officiers de la marine américaine rivalisent d'ingéniosité pour gagner l’amour d'une même femme.

## Fiche technique
- Titre original : The Flying Fleet
- Réalisation : George W. Hill
- Scénario : Frank Wead, Byron Morgan (histoire), Richard Schayer
- Producteur : 	George W. Hill
- Photographie : Charles A. Marshall
- Musique : David Mendoza, Raymond Klages, William Axt[1]
- Montage : Blanche Sewell
- Production : Metro-Goldwyn-Mayer Pictures
- Durée : 87 minutes
- Date de sortie : 
  - États-Unis : 19 janvier 1929

## Distribution

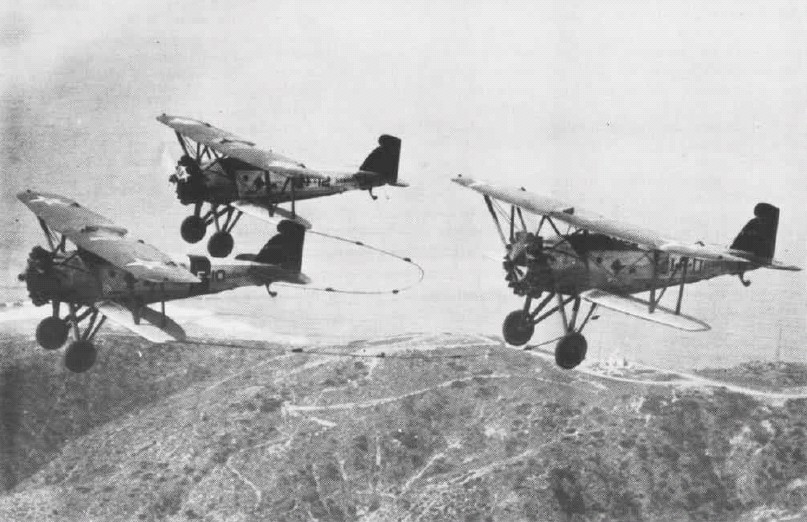
Les « Three Sea Hawks ».

- Ramon Novarro : Lieutenant (j.g.) Tommy Winslow
- Ralph Graves : Lieutenant (j.g.) Steve Randall
- Anita Page : Anita Hastings
- Alfred Allen : Amiral
- Wade Boteler : Shipwrecked crewman
- Bud Geary : assistant de l'Amiral
- Sumner Getchell : Kewpie
- Gardner James : Specs
- Roscoe Karns : Shipwrecked radio operator
- Claire McDowell : Mrs. Hastings, mère d'Anita
- Edward J. Nugent : Midshipman « Dizzy »
- Carroll Nye : « Tex »
- The « Three Sea Hawks »[2]